# Route nationale 17 (Cameroun)
Pour les articles homonymes, voir Route nationale 17.
La route nationale 17 est une route camerounaise reliant Kribi à Ebolowa. Sa longueur est de 182 km,.